# Propanal
Propanalul (cunoscut și ca propionaldehidă sau propaldehidă) este un compus organic cu formula CH3CH2CHO. Este o aldehidă saturată, cu trei atomi de carbon, și izomer de structură cu acetona. Este un lichid incolor cu un miros ușor iritant.

## Producție
Propanalul este produs industrial prin combinarea gazului de sinteză (monoxid de carbon și hidrogen) cu etilena folosind un catalizator metalic (de obicei rodiu):
{\displaystyle \mathrm {CO+H_{2}+C_{2}H_{4}\longrightarrow \ CH_{3}CH_{2}CHO} }
În acest fel, câteva sute de mii de tone sunt produse în fiecare an. 